# Hids Herred

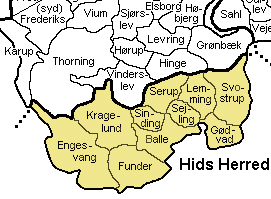
Hids Herred

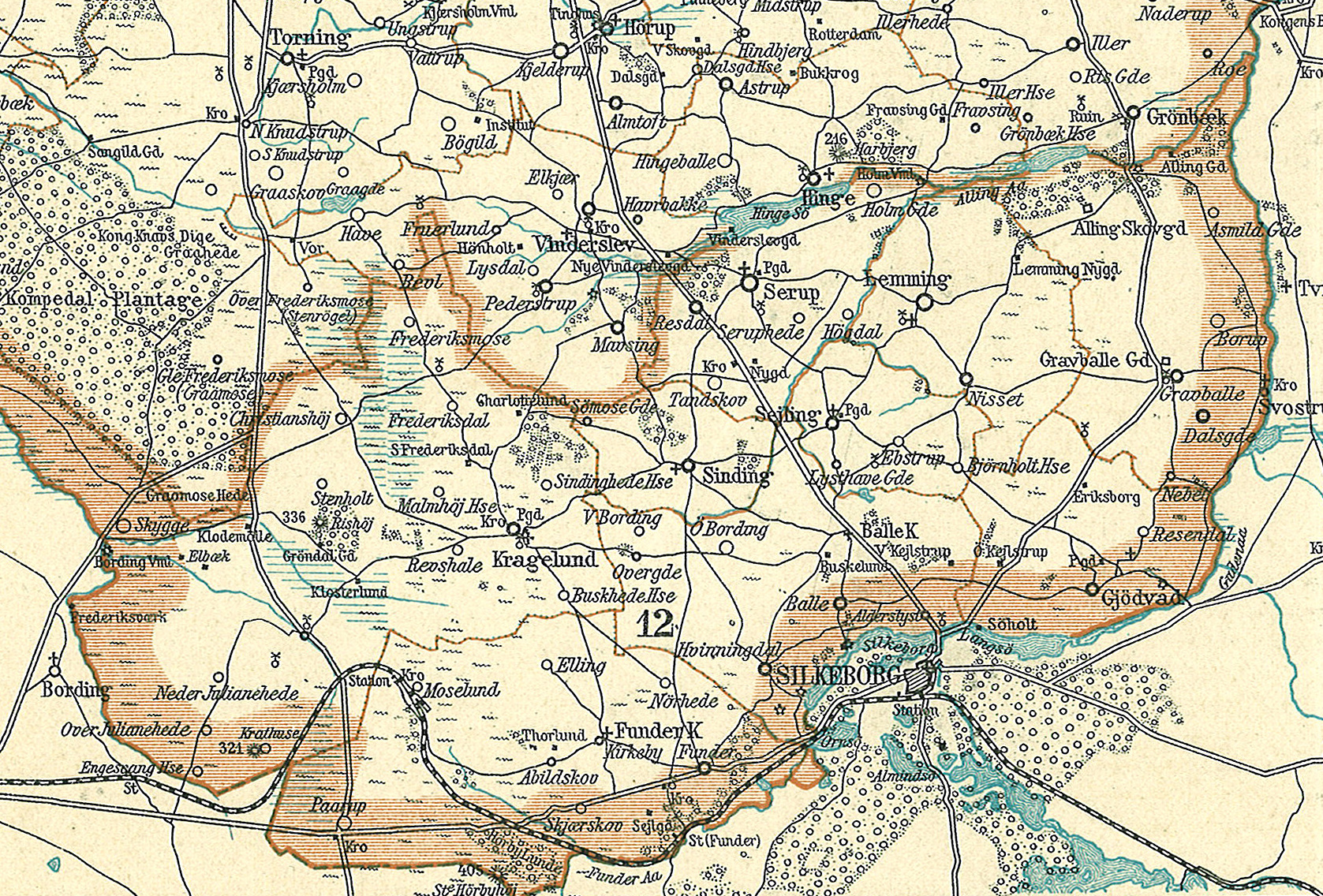
Hids Herred rond 1900

Hids Herred was een herred in het voormalige Viborg Amt in Denemarken. Hids wordt in Kong Valdemars Jordebog vermeld als Hizhæreth. Bij de invoeringen van moderne amten in 1793 werd Hids in eerste instantie ingedeeld in Skanderborg Amt. Tussen 1799 en 1821 was het deel van Århus Amt en daarna  Viborg. In 1970 ging het gebied over naar de nieuwe provincie Viborg. 
Hids was verdeeld in 10 parochies.
- Balle
- Engesvang
- Funder
- Gødvad
- Kragelund
- Lemming
- Sejling
- Serup
- Sinding
- Svostrup